# فيليب لانجن
فيليب لانجن (بالألمانية: Philipp Langen)‏ هو لاعب كرة قدم ألماني في مركز الوسط، ولد في 2 يوليو 1986 في لانشتاين في ألمانيا. شارك مع منتخب ألمانيا تحت 20 سنة لكرة القدم. أما مع النوادي، فقد لعب مع غرويتر فورت ونادي كوبلنتس.

## وصلات خارجية
- فيليب لانجن على موقع قاعدة بيانات كرة القدم.إي يو (الإنجليزية)
- فيليب لانجن على موقع بيانات كرة القدم. دي إي (الألمانية)
- فيليب لانجن على موقع عالم كرة القدم.نت (الإنجليزية)